# Béla Ivády

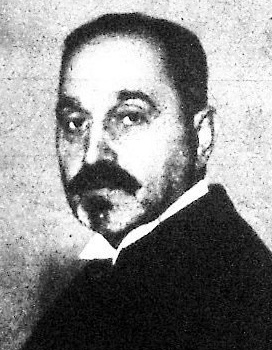
Béla Ivády, 1932

Béla Ivády von Ivád (* 14. November 1873 in Fólya, Komitat Temes, Königreich Ungarn, heute Rumänien; † 19. März 1962 in Budapest) war ein ungarischer Politiker und Ackerbauminister (1931/32).

## Leben
Ivády besuchte die Schule in Sopron, das Piaristengymnasium in Budapest und studierte Jura in Budapest, Berlin und Paris. Von 1896 bis Ausbruch des Ersten Weltkriegs arbeitete Ivády für das k.u. Landwirtschaftsministerium und leitete während des Krieges die Lebensmittel-Requisitionen in den Komitaten Pest-Pilis-Solt-Kiskun und Jász-Nagykun-Szolnok, sowie in der Bácska. Für seine hierbei erbrachten Leistungen wurde Ivády vom König mit dem Orden der Eisernen Krone III. Klasse und dem Kriegskreuz für Zivilverdienste II. Klasse ausgezeichnet. Ab 1922 war Ivády als Abgeordneter für den Wahlkreis Pásztó Mitglied des Parlaments. Nach Rücktritt von Ministerpräsident István Bethlen wurde Ivády am 24. August 1931 von Reichsverweser Miklós Horthy zum Landwirtschaftsminister im Kabinett von Gyula Károlyi ernannt. Nach seinem Rücktritt als Minister am 4. Februar 1932 wurde Ivády kurzzeitig geschäftsführender Vorsitzender der Nationalen Partei der Einheit (ung. Nemzeti Egység Pártja).
Ivády starb 1962 in Budapest und wurde im Familienmausoleum in Ivád (Komitat Heves) beerdigt.